# Britannia Row Studios
Britannia Row Studios war ein Aufnahmestudio in Fulham, London SW6, England.
Das Studio wurde ursprünglich von der britischen Band Pink Floyd nach den Aufnahmen zu ihrem Album Wish You Were Here im Jahre 1975 eingerichtet. Damals befand es sich in der Britannia Row Street, Islington, London N1. Das Studio hatten Pink Floyd in eine umfunktionierte Kirche integriert, die vormals bereits als Lagerstätte des Equipments der Band gedient hatte und deren Büro sowie Proberäume beherbergte. Nachdem etliches Ungeziefer entfernt worden war, das bei den Aufnahmen zu Animals noch gestört hatte, fand die Band für die Zukunft exzellente Aufnahmebedingungen in diesem Studio vor.
Hier nahmen Pink Floyd ihr nächstes Album Animals und Teile des Konzeptalbums The Wall auf. Der bekannte Kinderchor des Stückes Another Brick in the Wall wurde hier eingesungen. Schlagzeuger Nick Mason war später der alleinige Besitzer des Studios, jedoch entschied er sich in den frühen 1990ern, das Studio an die heutige Besitzerin, Kate Koumi, zu verkaufen.
Mitte der 1990er Jahre zog das Studio in sein heutiges Gebäude um. Die Räumlichkeiten des ursprünglichen Britannia Row Studios werden jetzt von der London School of Sound benutzt. Auch die letzten Studio-Alben von Pink Floyd, The Division Bell (1994) sowie dessen Ableger The Endless River (2014), wurden in Teilen hier aufgenommen.
Das Studio wurde unter anderem von folgenden Bands und Künstlern verwendet:
- New Order
- Pink Floyd
- Richard Ashcroft
- Atomic Kitten
- Bijelo dugme
- Björk
- James Blunt
- Kate Bush
- Coil
- The Cult
- Pete Doherty
- Joy Division
- Ronan Keating
- Liberty X
- Manic Street Preachers
- Dannii Minogue
- Kylie Minogue
- Nash the Slash
- Kate Nash
- Jimmy Page und Robert Plant
- the pillows
- Pulp
- Section 25
- Skindred
- Sugababes
- Snow Patrol
- Supergrass
- Westlife